# Daimaou Kosaka
Kazuhito Kozaka (jap. 古坂和仁, ur. 17 lipca 1973 w Aomori), znany jako Daimaou Kosaka (古坂大魔王) czy Pikotaro (ピコ太郎) – japoński piosenkarz i komik. 7 października 2016 roku, pod pseudonimem Pikotaro wydał internetowy hit „PPAP (Pen Pineapple Apple Pen)”.

## Dyskografia

### Albumy
- 2016: PPAP

### Single
- 2016: „PPAP (Pen Pineapple Apple Pen)”
- 2016: „The Theme Song of Pikotaro”
- 2016: „Romita Hashinikov”
- 2016: „Kashite Kudasaiyo”
- 2016: „Neo Sunglasses”
- 2016: „PPAP vs. Axel F.”
- 2017: „I Like OJ”

## Życie prywatne
Kazuhito Kozaka twierdzi iż Pikotaro to zupełnie inna, promowana przez niego osoba.
3 sierpnia 2017 poślubił modelkę Hitomu Yasudea.